# Башкирія-2М
«Башкирія-2М» - радянський 8-розрядний мікрокомп'ютер на базі процесора КР580ВМ80А. Починаючи з 1989 року випускався на БНПО ім. С. М. Кірова, м. Уфа, Башкирія.
«Башкирія» була свого роду побічним продуктом. У КБ «Іскра» на основі процесора ВМ80 створювалася станція АТОС-32/64 на замовлення МВС СРСР. Перший варіант називався АРМ-шк «Башкирія» - це сильно перероблене робоче місце оператора такої станції. Представляв собою громіздкий залізний стіл, замість монітора використовувався телевізор «Юність» або «Шилялис».
У другому варіанті комп'ютера — «Башкирія-2М» пам'ять була збільшена до 128 КБ, використовувався корпус по типу ПК8000 і монітор «Електроніка МС 3201».

## Технічні характеристики
- Процесор: КР580ВМ80А на частоті 2 МГц, швидкодія - 500 тис. оп./с
- Оперативна пам'ять: 128 КБ, в тому числі 24 КБ відеопам'яті (дві сторінки по 12 КБ)
- Таймер: 32-розрядний лічильник на КР580ВИ53
- Контролер переривань на КР580ВН59[en]
- Пристрій виведення: побутовий телевізор, монітор
- Режими відображення: 384 × 256 точок, 4 кольори з палітри в 64 кольори, дві відео-сторінки
- Звук: вбудований динамік, 32 Гц - 48 кГц
- Клавіатура: 75 клавіш
- Зовнішня пам'ять:
  - побутової магнітофон
  - контролер дисковода на КР1818ВГ93[en], два зовнішніх дисковода 5,25 дюйма, дискети на 800 КБ
- Порти:
  - послідовний (на КР580ВВ51А)
  - паралельний (на КР580ВВ55), для підключення принтера
  - джойстик
  - роз'єм розшинення - використовувався для підключення зовнішньої плати постійної пам'яті

Конструктивно — моноблок: системний блок об'єднаний з клавіатурою і блоком живлення від ~42V (ззаду справа на корпус виведений масивний радіатор блоку живлення), зовнішній блок живлення 220V/42V.
На послідовних портах була реалізована локальна мережа по типу «струмова петля».

## Програмне забезпечення
- Операційна система CP/M
- Текстовий редактор, графічний редактор, електронна таблиця, музичний редактор
- Інтерпретатор BASIC, мова програмування Logo
- Зневаджувач «Turbo Debugger»
- Ігри

Багато програм були створені і адаптовані з інших платформ в клубі програмістів «Hacker club», міста Уфа, приблизно в 1990 році.